# Lepidiota tridens
Lepidiota tridens är en skalbaggsart som beskrevs av Sharp 1876. Lepidiota tridens ingår i släktet Lepidiota och familjen Melolonthidae. Inga underarter finns listade i Catalogue of Life.